# Empoasca rumexa
Empoasca rumexa är en insektsart som beskrevs av Davidson och Delong 1943. Empoasca rumexa ingår i släktet Empoasca och familjen dvärgstritar. Inga underarter finns listade i Catalogue of Life.